# 베라 조줄랴
베라 조줄랴(라트비아어: Vera Zozuļa, 1956년 1월 15일~) 혹은 베라 바실리예브나 조줄랴(러시아어: Ве́ра Васи́льевна Зозу́ля)는 소련의 루지 선수이다. 1980년 레이크플래시드 1980년 동계 올림픽 여자 단식에서 금메달을 획득했으며, 세계 루지 선수권 대회에서 금메달, 은메달, 동메달을 1개씩 획득했다. 이 외에 유럽 루지 선수권 대회에서 금메달 1개, 동메달 1개를 획득했고, 1981-82 루지 월드컵에서 우승을 차지했다.
은퇴 후에는 루지 지도자가 되어 라트비아와 폴란드에서 코치 생활을 했다. 2006년에 국제 루지 연맹 명예의 전당에 헌액되었다.